# Leandro Brey
Pour les articles homonymes, voir Brey.
Leandro Brey, né le 21 septembre 2002 à Lomas de Zamora, est un footballeur argentin qui joue au poste de gardien de but au Boca Juniors.

## Biographie

### Carrière en club
Né à Lomas de Zamora en Argentine, Leandro Brey est formé par Los Andes. Il y commence sa carrière professionnelle en Primera B Metropolitana, où il va rapidement s'illustrer.
En juillet 2023, il est transféré au Boca Juniors en championnat d'Argentine. Il joue son premier match avec l'équipe première du club historique le 12 avril 2022, une victoire 2-0 en Copa Libertadores contre Always Ready.

### Carrière en sélection
En janvier 2024, il prend part au Tournoi pré-olympique avec l'équipe d'Argentine des moins de 23 ans en 2024,.
L'Argentine termine deuxième de la compétition après avoir battu et éliminé le Brésil lors de la dernière journée, se qualifiant ainsi pour les Jeux olympiques,.

## Palmarès
Argentine -23 ans
- Tournoi pré-olympique sud-américain
  - Deuxième en 2024